# Giro d’Italia 2022/14. Etappe
Die 14. Etappe des Giro d’Italia 2022 fand am 21. Mai 2022 in der Region um die Hauptstadt des Piemont statt. Die Strecke führte von Santena über 147 Kilometer und 3000 Höhenmeter nach Turin, wobei die zweite Hälfte der Etappe auf einem hügligen Rundkurs ausgetragen wurde. Nach der Ankunft im Ziel hatten die Fahrer insgesamt 2383,2 Kilometer absolviert, was 69,1 % der Gesamtdistanz der 105. Austragung des italienischen Etappenrennens entsprach. Die Organisatoren bewerteten die Schwierigkeit der Etappe mit vier von fünf Sternen (media difficoltà).

## Streckenführung
Der neutralisierte Start erfolgte in Santena vor dem Castello Cavour di Santena auf der Piazza Martiri della Libertà. Anschließend verließen die Fahrer die Stadt über die SP127 in Richtung Süden, ehe sie über die SP122 Santena in Richtung Norden umrundeten.
Der offizielle Start erfolgte auf der SP122 vor dem Castello dei Mosetti bei Mosi nach 7,3 gefahrenen Kilometern. Danach ging es vorbei an Chieri über Arignano und Andezeno in Richtung Norden. In Gassino Torinese erreichten die Fahrer den nördlichsten Punkt der Etappe und drehten anschließend zurück in Richtung Süden, wobei sie in das östliche Hügelland von Turin gelangten. Nach 43,3 Kilometern folgte die Bergwertung Il Pilonetto (567 m) bei Tetti Pietraforata. Diese war als Anstieg der 3. Kategorie klassifiziert und wies auf einer Länge von 3,6 Kilometern eine durchschnittliche Steigung von 7,2 % auf. Nach der Abfahrt wurde Chieri durchfahren, ehe es über Pecetto Torinese in Richtung Westen ging. Über einen nicht klassifizierten Anstieg (3,8 km bei 5,8 %) gelangten die Fahrer nach 63,9 Kilometern beim Parco della Rimembranza auf einen Rundkurs, der nach der ersten Zieldurchfahrt in Turin (Kilometer 74,1) zweimal befahren wurde.
Der Rundkurs war 36,4 Kilometer lang und umfasst zwei Anstiege der 2. Kategorie. Zunächst ging entlang des Ostufers des Po in Richtung Norden. Hier wurde auf der Höhe des Monumento a Fausto Coppi nach 76,2 Kilometern auf der ersten Runde der erste Zwischensprint ausgefahren. Im Anschluss erfolgte von Sassi aus die Auffahrt nach Superga (655 m). Vorbei an der Basilika führte der Anstieg der 2. Kategorie über 5 Kilometer mit einer durchschnittlichen Steigung von 8,6 % und wurde 63,8 bzw. 27,3 Kilometer vor dem Ziel überquert. Nach einer kurzen Abfahrt führte die Strecke nach Pino Torinese und Pecetto Torinese, wo mit dem Colle della Maddalena (698 m) ein weiterer Anstieg der 2. Kategorie folgte. Dieser befand sich nahe dem Faro della Vittoria und beinhaltete auf seiner Länge von 3,5 Kilometern Steigungen von bis zu 20 %. Die zweite und letzte Überquerung fand 11,8 Kilometer vor dem Ziel statt. Nach einer längeren Abfahrt folgte eine kurze Gegensteigung zum Parco Del Nobile, wo auf der zweiten Runde 4,5 Kilometer vor dem Ziel der zweite Zwischensprint ausgefahren wurde. Im Anschluss ging es bergab nach Turin, wo sich das Ziel auf dem Corso Moncalieri kurz vor der Kirche Gran Madre di Dio befand.
|                            | Ort                              | Kilometer | Länge (km) | Höhe (m) | Ø Steigung | max. Steigung |
| -------------------------- | -------------------------------- | --------- | ---------- | -------- | ---------- | ------------- |
| neutraler Start            | Santena                          | −7,3      |            |          |            |               |
| offizieller Start          | Mosi                             | 0         |            |          |            |               |
| Bergwertung (3. Kategorie) | Il Pilonetto                     | 43,3      | 3,6        | 567      | 7,2 %      | unbekannt     |
| Rundkurs Einfahrt          | Parco della Rimembranza          | 63,9      |            |          |            |               |
| Zieldurchfahrt             | Turin                            | 74,1      |            |          |            |               |
| Zwischensprint             | Turin (Monumento a Fausto Coppi) | 76,2      |            |          |            |               |
| Bergwertung (2. Kategorie) | Superga (Bric del Ducia)         | 83,2      | 5          | 431      | 8,6 %      | 14 %          |
| Bergwertung (2. Kategorie) | Colle della Maddalena            | 98,7      | 3,5        | 698      | 8,1 %      | 20 %          |
| Zieldurchfahrt             | Turin                            | 110,6     |            |          |            |               |
| Bergwertung (2. Kategorie) | Superga (Bric del Ducia)         | 119,7     | 5          | 431      | 8,6 %      | 14 %          |
| Bergwertung (2. Kategorie) | Colle della Maddalena            | 135,2     | 3,5        | 698      | 8,1 %      | 20 %          |
| Zwischensprint             | Parco Del Nobile                 | 142,5     |            |          |            |               |
| Ziel                       | Turin                            | 147       |            |          |            |               |

## Rennverlauf und Ergebnis
Mit Giacomo Nizzolo (Israel-Premier Tech), Cees Bol (Team DSM) und Alexander Krieger (Alpecin-Fenix) gingen drei Fahrer nicht an den Start der 14. Etappe. Nach dem offiziellen Start versuchten mehrere Fahrer sich vom Hauptfeld zu lösen. Es konnte sich jedoch keine Gruppe längerfristig absetzen und das hohe Tempo im Peloton sorgte bereits früh dafür, dass Lücken im Fahrerfeld aufgingen und immer wieder Gruppen auf dem hügeligen Terrain abgehängt wurden. Nach 43,3 gefahrenen Kilometern erreichten die Fahrer die erste Bergwertung (3. Kategorie), wo sich der Führende in der Bergwertung Diego Rosa (Eolo-Kometa Cycling Team) die meisten Punkte vor Ignatas Konovalovas (Groupama-FDJ) und Joe Dombrowski (Astana Qazaqstan Team) sicherte. Auf der anschließenden Abfahrt zerfiel das Hauptfeld in mehrere Gruppen. In der ersten Gruppe befanden sich (geordnet nach der Platzierung in der Gesamtwertung): Iván Sosa (Movistar Team), Joe Dombrowski, Alessandro Covi (UAE Team Emirates), Nans Peters (AG2R Citroën Team), Ben Zwiehoff (Bora-hansgrohe), Sylvain Moniquet (Lotto Soudal), Diego Rosa, Filippo Zana (Bardiani CSF Faizanè), Diego Camargo (EF Education-EasyPost), James Knox (Quick-Step Alpha Vinyl Team), Ignatas Konovalovas und Oscar Riesebeek (Alpecin-Fenix). Dahinter war die Lage unübersichtlich und die abgehängten Gruppen vereinten sich allmählich wieder zu einem Hauptfeld.
Die Spitzengruppe, die sich nach rund 55 Kilometern gebildet hatte, konnte einen maximalen Vorsprung von rund drei Minuten herausfahren, ehe sich die Bora-hansgrohe Mannschaft an die Spitze des Hauptfelds setzte und das Tempo erhöhte. Innerhalb von kürzester Zeit reduzierte sie den Rückstand auf die Ausreißer auf rund eine Minute, wodurch die Zusammenarbeit in der Spitzengruppe gestört wurde. Gleichzeitig konnten mehr und mehr Fahrer dem hohen Tempo, dass das Hauptfeld auf den hügeligen und verwinkelten Straßen um Turin anschlug, nicht mehr folgen. Bei der ersten Zieldurchfahrt in Turin, mit noch 74,1 zu fahrenden Kilometern, war der Vorsprung der Spitze auf rund 30 Sekunden geschmolzen. Dahinter war das Hauptfeld zerfallen und eine Gruppe von gerade einmal sechs Fahrern war vom Peloton übriggeblieben. In der Gruppe vertreten waren mit Giovanni Aleotti, Lennard Kämna, Wilco Kelderman und Jai Hindley vier Fahrer vom Team Bora-hansgrohe, sowie Richard Carapaz, Jhonatan Narváez (beide Ineos Grenadiers) und Simon Yates (Team BikeExchange-Jayco). Mit Mikel Landa (Bahrain Victorious), Vincenzo Nibali (Astana Qazaqstan), Emanuel Buchmann (Bora-hansgrohe) und Domenico Pozzovivo (Intermarché-Wanty-Gobert Matériaux) sowie dem Gesamtführenden Juan Pedro López (Trek-Segafredo) konnten jedoch noch vor dem ersten Zwischensprint weitere Gesamtklassement-Fahrer aufschließen. Hinter dem neu formierten Hauptfeld, das aus rund 20 Fahrern bestand, befanden sich João Almeida (UAE Team Emirates) und Alejandro Valverde (Movistar) in abgehängten Gruppen.
Am Fuß der ersten Auffahrt zur Superga holte das Hauptfeld die Spitzengruppe ein und Wilco Kelderman hielt das Tempo weiter hoch. Während weitere Fahrer zurückfielen, konnte João Almeida zu den anderen Favoriten aufschließen und überquerte mit der ersten Gruppe die Bergwertung 63,8 Kilometer vor dem Ziel. In dieser vertreten waren folgende 12 Fahrer (geordnet nach der Platzierung in der Gesamtwertung): Juan Pedro López, Richard Carapaz, João Almeida, Jai Hindley, Mikel Landa, Domenico Pozzovivo, Emanuel Buchmann, Pello Bilbao (Bahrain Victorious), Wilco Kelderman, Vicenzo Nibali, Jan Hirt (Intermarché-Wanty-Gobert Matériaux) und Simon Yates. Mit einem Abstand von rund einer halben Minute folgten Guillaume Martin (Cofidis), Joe Dombrowski und Ignatas Konovalovas. Noch weiter zurück befanden sich Alejandro Valverde, Thymen Arensman (Team DSM), Hugh Carthy (EF Education-EasyPost) und Lucas Hamilton (BikeExchange-Jayco), die vor dem Start der Etappe im Gesamtklassement gut platziert waren. Im Anschluss stabilisierte sich die Rennsituation, wobei die Verfolger nach und nach Zeit auf die erste Gruppe verloren. Bei der ersten Überquerung des Colle della Maddalena (2. Kategorie) sicherten sich Wilco Kelderman, Jai Hindley und Emanuel Buchmann wie auch schon bei der ersten Auffahrt der Superga (2. Kategorie) in derselben Reihenfolge die meisten Punkte im Kampf um die Bergwertung. Nach der zweiten Zieldurchfahrt folgte die letzte Runde und somit die letzten 36,4 Kilometer. Auf diesen mussten die beiden Anstiege ein zweites Mal absolviert werden.
32 Kilometer vor dem Ziel fiel Wilco Kelderman am Fuß des Anstiegs nach Superga aus der ersten Gruppe, nachdem er für die gesamte letzte Runde an der Spitze gefahren war. Das Tempo des Niederländers hatte dazu geführt, dass der Rückstand der Verfolger um Guillaume Martin auf dreieinhalb Minuten angewachsen war. Die Gruppe dahinter, in der sich auch Alejandro Valverde befand, hatte inzwischen einen Rückstand von viereinhalb Minuten. Unmittelbar nachdem sein Teamkollege die Führungsarbeit beendet hatte, griff Jai Hindley an und nur Richard Carapaz, Vicenzo Nibali und Juan Pedro López konnten dem Australier folgen. Anschließend folgten Attacken von Richard Carapaz und Vincenzo Nibali, die jedoch keine weitere Selektion bewirkten. Nachdem das Tempo etwas abgefallen war, schlossen jedoch Mikel Landa und sein Teamkollege Pello Bilbao sowie Emanuel Buchman, Domenico Pozzovivo, João Almeida und Simon Yates wieder zu dem Quartett auf. 28 Kilometer vor dem Ziel, kurz vor der Bergwertung der Superga, griff Richard Carapaz erneut an, setzte sich von den anderen Favoriten ab und überquerte die Kuppe mit einem Vorsprung von rund 15 Sekunden. Dahinter konnte der Gesamtführende Juan Pedro López der Gruppe nicht mehr folgen und fiel zurück. In der Abfahrt und auf dem anschließenden Flachstück zum letzten Anstieg konnte Richard Carapaz seinen Vorsprung auf etwa eine halbe Minute ausbauen. Dieser verringerte sich jedoch, nachdem Vincenzo Nibali und Jai Hindley 25 Kilometer vor dem Ziel im Anstieg des Colle della Maddalena das Tempo erhöhten. Kurz vor der Bergwertung schlossen die beiden gemeinsam mit Simon Yates zu Richard Carapaz auf und gingen zu viert in die Abfahrt nach Turin. 4,6 Kilometer vor dem Ziel griff Simon Yates in einer kurzen Gegensteigung an, die zum zweiten Zwischensprint führt, und holte sich die drei Bonussekunden, ehe er sich von seinen Gefährten absetzte. Die weiteren Bonussekunden gingen an Richard Carapaz und Jai Hindley, die gemeinsam mit Vincenzo Nibali nicht mehr zu dem Briten aufschließen konnten. Für Simon Yates war es nach der 2. Etappe bereits der zweite Etappensieg im Jahr 2022 und sein insgesamt sechster beim Giro d’Italia. Platz zwei ging an Jai Hindley vor Richard Carapaz, der die Gesamtführung übernahm. João Almeida kam mit 39 Sekunden Rückstand ins Ziel und führte nun die Nachwuchswertung an. Juan Pedro López erreichte das Ziel als zehnter mit einem Rückstand von über vier Minuten und musste sowohl das Rosa als auch das Weiße Trikot abgeben. Alle, die hinter dem Spanier das Ziel erreichten, wiesen einen Rückstand von über acht Minuten auf. Arnaud Démare (Groupama-FDJ) und Diego Rosa (Eolo Kometa) erreichten das Ziel im vorgegebenen Zeitlimit und behielten ihre Wertungstrikots. Als einziger Fahrer erreichte der Giro-d’Italia-Sieger von 2017, Tom Dumoulin (Jumbo-Visma), das Ziel nicht und musste die Rundfahrt beenden.
| \| Etappenergebnis \| Etappenergebnis \| Etappenergebnis \| Etappenergebnis \| Etappenergebnis \| \| Fahrer \| Fahrer \| Land \| Team \| Zeit \| \| --------------- \| ------------------ \| ---------------------- \| ---------------------------------- \| --------------- \| \| 1. \| Simon Yates \| Vereinigtes Königreich \| BikeExchange-Jayco \| 3 h 43 min 44 s \| \| 2. \| Jai Hindley \| Australien \| Bora-Hansgrohe \| + 15 s \| \| 3. \| Richard Carapaz \| Ecuador \| Ineos Grenadiers \| + 15 s \| \| 4. \| Vincenzo Nibali \| Italien \| Astana Qazaqstan Team \| + 15 s \| \| 5. \| Domenico Pozzovivo \| Italien \| Intermarché-Wanty-Gobert Matériaux \| + 28 s \| \| 6. \| João Almeida \| Portugal \| UAE Team Emirates \| + 39 s \| \| 7. \| Mikel Landa \| Spanien \| Bahrain Victorious \| + 51 s \| \| 8. \| Pello Bilbao \| Spanien \| Bahrain Victorious \| + 51 s \| \| 9. \| Emanuel Buchmann \| Deutschland \| Bora-Hansgrohe \| + 1 min 10 s \| \| 10. \| Juan Pedro López \| Spanien \| Trek-Segafredo \| + 4 min 25 s \| |                    |                        |                                    |                 |
| |                    |                        |                                    |                 |
| Quelle: ProCyclingStats |                    |                        |                                    |                 |
| Etappenergebnis |                    |                        |                                    |                 |
| Fahrer | Fahrer             | Land                   | Team                               | Zeit            |
| 1. | Simon Yates        | Vereinigtes Königreich | BikeExchange-Jayco                 | 3 h 43 min 44 s |
| 2. | Jai Hindley        | Australien             | Bora-Hansgrohe                     | + 15 s          |
| 3. | Richard Carapaz    | Ecuador                | Ineos Grenadiers                   | + 15 s          |
| 4. | Vincenzo Nibali    | Italien                | Astana Qazaqstan Team              | + 15 s          |
| 5. | Domenico Pozzovivo | Italien                | Intermarché-Wanty-Gobert Matériaux | + 28 s          |
| 6. | João Almeida       | Portugal               | UAE Team Emirates                  | + 39 s          |
| 7. | Mikel Landa        | Spanien                | Bahrain Victorious                 | + 51 s          |
| 8. | Pello Bilbao       | Spanien                | Bahrain Victorious                 | + 51 s          |
| 9. | Emanuel Buchmann   | Deutschland            | Bora-Hansgrohe                     | + 1 min 10 s    |
| 10. | Juan Pedro López   | Spanien                | Trek-Segafredo                     | + 4 min 25 s    |

## Gesamtstände
| \| Gesamtwertung \| Gesamtwertung \| Gesamtwertung \| Gesamtwertung \| Gesamtwertung \| \| Fahrer \| Fahrer \| Land \| Team \| Zeit \| \| ------------- \| ------------------ \| ------------- \| ---------------------------------- \| ---------------- \| \| 1. \| Richard Carapaz \| Ecuador \| Ineos Grenadiers \| 58 h 21 min 28 s \| \| 2. \| Jai Hindley \| Australien \| Bora-Hansgrohe \| + 7 s \| \| 3. \| João Almeida \| Portugal \| UAE Team Emirates \| + 30 s \| \| 4. \| Mikel Landa \| Spanien \| Bahrain Victorious \| + 59 s \| \| 5. \| Domenico Pozzovivo \| Italien \| Intermarché-Wanty-Gobert Matériaux \| + 1 min 01 s \| \| 6. \| Pello Bilbao \| Spanien \| Bahrain Victorious \| + 1 min 52 s \| \| 7. \| Emanuel Buchmann \| Deutschland \| Bora-Hansgrohe \| + 1 min 58 s \| \| 8. \| Vincenzo Nibali \| Italien \| Astana Qazaqstan Team \| + 2 min 58 s \| \| 9. \| Juan Pedro López \| Spanien \| Trek-Segafredo \| + 4 min 04 s \| \| 10. \| Alejandro Valverde \| Spanien \| Movistar Team \| + 9 min 06 s \| |                    |             |                                    |                  |
| |                    |             |                                    |                  |
| Quelle: ProCyclingStats |                    |             |                                    |                  |
| Gesamtwertung |                    |             |                                    |                  |
| Fahrer | Fahrer             | Land        | Team                               | Zeit             |
| 1. | Richard Carapaz    | Ecuador     | Ineos Grenadiers                   | 58 h 21 min 28 s |
| 2. | Jai Hindley        | Australien  | Bora-Hansgrohe                     | + 7 s            |
| 3. | João Almeida       | Portugal    | UAE Team Emirates                  | + 30 s           |
| 4. | Mikel Landa        | Spanien     | Bahrain Victorious                 | + 59 s           |
| 5. | Domenico Pozzovivo | Italien     | Intermarché-Wanty-Gobert Matériaux | + 1 min 01 s     |
| 6. | Pello Bilbao       | Spanien     | Bahrain Victorious                 | + 1 min 52 s     |
| 7. | Emanuel Buchmann   | Deutschland | Bora-Hansgrohe                     | + 1 min 58 s     |
| 8. | Vincenzo Nibali    | Italien     | Astana Qazaqstan Team              | + 2 min 58 s     |
| 9. | Juan Pedro López   | Spanien     | Trek-Segafredo                     | + 4 min 04 s     |
| 10. | Alejandro Valverde | Spanien     | Movistar Team                      | + 9 min 06 s     |

| Punktewertung | Punktewertung        | Punktewertung          | Punktewertung                   | Punktewertung |
| Fahrer        | Fahrer               | Land                   | Team                            | Punkte        |
| ------------- | -------------------- | ---------------------- | ------------------------------- | ------------- |
| 1.            | Arnaud Démare        | Frankreich             | Groupama-FDJ                    | 238 P.        |
| 2.            | Mark Cavendish       | Vereinigtes Königreich | Quick-Step Alpha Vinyl          | 121 P.        |
| 3.            | Fernando Gaviria     | Kolumbien              | UAE Team Emirates               | 117 P.        |
| 4.            | Mathieu van der Poel | Niederlande            | Alpecin-Fenix                   | 90 P.         |
| 5.            | Alberto Dainese      | Italien                | Team DSM                        | 81 P.         |
| 6.            | Phil Bauhaus         | Deutschland            | Bahrain Victorious              | 72 P.         |
| 7.            | Filippo Tagliani     | Italien                | Drone Hopper-Androni Giocattoli | 70 P.         |
| 8.            | Simone Consonni      | Italien                | Cofidis                         | 67 P.         |
| 9.            | Thomas De Gendt      | Belgien                | Lotto-Soudal                    | 53 P.         |
| 10.           | Richard Carapaz      | Ecuador                | Ineos Grenadiers                | 42 P.         |

| Bergwertung | Bergwertung        | Bergwertung | Bergwertung                     | Bergwertung |
| Fahrer      | Fahrer             | Land        | Team                            | Punkte      |
| ----------- | ------------------ | ----------- | ------------------------------- | ----------- |
| 1.          | Diego Rosa         | Italien     | Eolo-Kometa                     | 92 P.       |
| 2.          | Koen Bouwman       | Niederlande | Jumbo-Visma                     | 69 P.       |
| 3.          | Jai Hindley        | Australien  | Bora-Hansgrohe                  | 62 P.       |
| 4.          | Richard Carapaz    | Ecuador     | Ineos Grenadiers                | 56 P.       |
| 5.          | Lennard Kämna      | Deutschland | Bora-Hansgrohe                  | 43 P.       |
| 6.          | Wilco Kelderman    | Niederlande | Bora-Hansgrohe                  | 36 P.       |
| 7.          | Bauke Mollema      | Niederlande | Trek-Segafredo                  | 30 P.       |
| 8.          | Wout Poels         | Niederlande | Bahrain Victorious              | 27 P.       |
| 9.          | Natnael Tesfatsion | Eritrea     | Drone Hopper-Androni Giocattoli | 26 P.       |
| 10.         | Davide Formolo     | Italien     | UAE Team Emirates               | 25 P.       |

| Nachwuchswertung | Nachwuchswertung  | Nachwuchswertung | Nachwuchswertung       | Nachwuchswertung |
| Fahrer           | Fahrer            | Land             | Team                   | Zeit             |
| ---------------- | ----------------- | ---------------- | ---------------------- | ---------------- |
| 1.               | João Almeida      | Portugal         | UAE Team Emirates      | 58 h 21 min 58 s |
| 2.               | Juan Pedro López  | Spanien          | Trek-Segafredo         | + 3 min 34 s     |
| 3.               | Thymen Arensman   | Niederlande      | Team DSM               | + 11 min 17 s    |
| 4.               | Santiago Buitrago | Kolumbien        | Bahrain Victorious     | + 22 min 15 s    |
| 5.               | Pavel Sivakov     | Frankreich       | Ineos Grenadiers       | + 25 min 07 s    |
| 6.               | Iván Sosa         | Kolumbien        | Movistar Team          | + 33 min 35 s    |
| 7.               | Luca Covili       | Italien          | Bardiani CSF Faizanè   | + 37 min 36 s    |
| 8.               | Mauri Vansevenant | Belgien          | Quick-Step Alpha Vinyl | + 39 min 40 s    |
| 9.               | Tobias Foss       | Norwegen         | Jumbo-Visma            | + 52 min 56 s    |
| 10.              | Wadim Pronski     | Kasachstan       | Astana Qazaqstan Team  | + 53 min 21 s    |

| Mannschaftswertung | Mannschaftswertung                 | Mannschaftswertung           | Mannschaftswertung |
| Team               | Team                               | Land                         | Zeit               |
| ------------------ | ---------------------------------- | ---------------------------- | ------------------ |
| 1.                 | Bora-Hansgrohe                     | Deutschland                  | 175 h 07 min 44 s  |
| 2.                 | Bahrain Victorious                 | Bahrain                      | + 7 min 19 s       |
| 3.                 | Intermarché-Wanty-Gobert Matériaux | Belgien                      | + 8 min 05 s       |
| 4.                 | Trek-Segafredo                     | Vereinigte Staaten           | + 39 min 02 s      |
| 5.                 | Ineos Grenadiers                   | Vereinigtes Königreich       | + 48 min 48 s      |
| 6.                 | Astana Qazaqstan Team              | Kasachstan                   | + 1 h 00 min 26 s  |
| 7.                 | Jumbo-Visma                        | Niederlande                  | + 1 h 05 min 23 s  |
| 8.                 | UAE Team Emirates                  | Vereinigte Arabische Emirate | + 1 h 06 min 34 s  |
| 9.                 | BikeExchange-Jayco                 | Australien                   | + 1 h 13 min 07 s  |
| 10.                | Movistar Team                      | Spanien                      | + 1 h 16 min 03 s  |

## Ausgeschiedene Fahrer
- Giacomo Nizzolo (Israel-Premier Tech): wegen Ermüdung nicht gestartet
- Cees Bol (Team DSM): wegen Ermüdung nicht gestartet
- Alexander Krieger (Alpecin-Fenix): wegen Magenprobleme nicht gestartet
- Tom Dumoulin (Jumbo-Visma): wegen Rückenprobleme während der Etappe aufgegeben[4]